# Грожновский, Даниэль
Даниэль Грожновский (фр. Daniel Grojnowski; род. 4 сентября 1936) — французский историк литературы.
Дебютировал в печати сборником стихов «Совершенная гармония» (фр. L’accord parfait; 1958). В дальнейшем опубликовал также два сборника рассказов, однако в большей степени посвятил себя науке. Преподавал в Университете Париж VII, в настоящее время почётный профессор.
Грожновским подготовлены, составлены или отредактированы основательные издания таких авторов, как Реми де Гурмон, Ж. К. Гюисманс, Жорж Роденбах, Анри Бергсон («Смех») и в особенности Жюль Лафорг, о котором Грожновский также написал две книги (фр. Jules Laforgue et l'originalité, 1988; фр. Jules Laforgue: Les voix de la Complainte, 2000). Ряд работ Грожновского, в том числе книга «К началам современного смеха» (фр. Aux commencements du rire moderne; 1997), посвящены формам комического в культуре рубежа XIX—XX веков, с особым вниманием к творчеству Альфонса Алле. Ещё одна важная тема Грожновского — взаимодействие вербального и визуального на примере диалога литературы и фотографии в эпоху возникновения последней.